# 빌리 레든
빌리 레든(Billy Redden, 1956년 1월 1일 ~ )은 미국의 배우, 영화배우이다.
라분군에서 태어났다.

## 영화
- 빅 피쉬 (2003년)
- 서바이벌 게임 (1972년)